# London Borough of Barnet
Der London Borough of Barnet [ˈbɑːnɪt] ist ein Stadtbezirk von London, der im Norden der Stadt liegt. Bei der Gründung der Verwaltungsregion Greater London im Jahr 1965 entstand er aus dem Municipal Borough of Finchley, dem Municipal Borough of Hendon und dem Friern Barnet Urban District in der Grafschaft Middlesex sowie aus dem East Barnet Urban District und dem Barnet Urban District in der Grafschaft Hertfordshire.
Nach dem im Stadtteil Mill Hill befindlichen College St. Joseph ist die von Herbert Kardinal Vaughan gegründete Missionsgesellschaft vom hl. Joseph von Mill Hill benannt. In Barnet befindet sich eine der exklusivsten Wohngegenden der Stadt, The Bishop’s Avenue. Im Stadtteil Colindale befindet sich die Newspaper Library der British Library, die mit über 50.000 laufend bezogenen Zeitungen und Zeitschriften die größte Zeitschriftensammlung Europas ist.
Im Stadtteil Golders Green befindet sich das Golders Green Crematorium, bei seiner Eröffnung 1902 das erste Krematorium in London und eines der ältesten Krematorien Großbritanniens. Gegenüber, auf der anderen Seite der Hoop Lane, befindet sich der Jüdische Friedhof Golders Green, auf dem u. a. Rufus Isaacs, 1. Marquess of Reading, Jacqueline du Pré,  Leo Baeck und Albert H. Friedlander begraben sind.

## Stadtteile
- Arkley
- Barnet
- Brunswick Park
- Brockley Hill
- Burnt Oak
- Childs Hill
- Church End
- Colney Hatch
- Colindale
- Cricklewood
- East Barnet
- East Finchley
- Edgware
- Finchley
- Friern Barnet
- Golders Green
- Grahame Park
- The Hale
- Hampstead Garden Suburb
- Hendon
- High Barnet
- The Hyde
- Mill Hill
- Mill Hill East
- Monken Hadley
- New Barnet
- New Southgate
- North Finchley
- Oakleigh Park
- Osidge
- Temple Fortune
- Totteridge
- West Hendon
- Whetstone
- Woodside Park

## Bevölkerung
Die Bevölkerung bestand 2011 aus 64,1 % Weißen, 18,5 % Asiaten und 7,7 % Schwarzen; 4,9 % gaben an, einer anderen und 4,8 % mehreren ethnischen Gruppen anzugehören. Barnet hat mit 2,3 % einen der höchsten chinesischen und mit 15,5 % der Bevölkerung den höchsten jüdischen Bevölkerungsanteil im gesamten Vereinigten Königreich.

## Persönlichkeiten
- Bob Anderson (1931–1967), Rennfahrer
- Peter Banks (1947–2013), Rockgitarrist
- John Bercow  (* 1963), Politiker und Sprecher des britischen Unterhauses
- Helena Bonham Carter (* 1966), Schauspielerin
- Carl Hester (* 1967), Dressurreiter
- Benjamin Boyce (* 1968), Sänger
- Emma Bunton (* 1976), Sängerin
- Geoffrey Chater (1921–2021), Theater-, Fernseh- und Filmschauspieler
- Antony Costa (* 1981), Sänger
- Raffaello Degruttola (* 1972), Schauspieler
- Mark Fleischmann (* 1972), Schauspieler
- Wilhelm of Gloucester (1941–1972), Mitglied des britischen Königshauses
- Gary Grant (* 1977), Schauspieler
- Malcolm Griffiths (1941–2021), Jazzposaunist
- Ian Grob (* 1952), Autorennfahrer
- John Hadley (1682–1744), Astronom und Mathematiker
- Ashley Hutchings (* 1945), Folkrocksänger und Bassist
- Guy Jonson (1913–2009), Pianist und Musikpädagoge
- David Jordan (* 1985), Sänger-Songwriter
- Mark Laff (* 1958), Schlagzeuger
- Gordon Langford (1930–2017), Arrangeur und Komponist
- Elihu Lauterpacht CBE (1928–2017), Völkerrechtler
- Lucy Liemann (* 1973), Schauspielerin
- Jane March (* 1973), Schauspielerin
- Mark McCammon (* 1978), barbadischer Fußballspieler
- Daniel Oyegoke (* 2003), Fußballspieler
- Elaine Paige (* 1948), Musical-Sängerin
- Archie Panjabi (* 1972), Schauspielerin
- John Parr (1898–1914), Soldat des Ersten Weltkriegs
- Cyril Paul (1903–1984), Autorennfahrer
- David Piper (* 1930), Autorennfahrer
- Cicely Saunders (1918–2005), Ärztin
- Marie Espérance von Schwartz (1818–1899), Schriftstellerin
- Percy Selwyn-Clarke (1893–1976), Kolonialbeamter, Gouverneur der Seychellen
- Cindy Shelley (* 1960), Schauspielerin
- Martin Speake (* 1958), Jazzmusiker
- Steven Stapleton (* 1957), Musiker
- Charlotte Maria Tucker (1821–1893), Schriftstellerin
- Amy Winehouse (1983–2011), Soulsängerin

außerdem:
- Hendon Mob, eine Gruppe von Pokerspielern

## Städtepartnerschaften
Barnet unterhält u. a. eine Städtepartnerschaft mit dem Berliner Bezirk Tempelhof-Schöneberg und dem Kreis Siegen-Wittgenstein in Nordrhein-Westfalen sowie zu Städten in Frankreich (Chaville, Le Raincy) und Israel (Ramat Gan).